# Posició lateral de seguretat

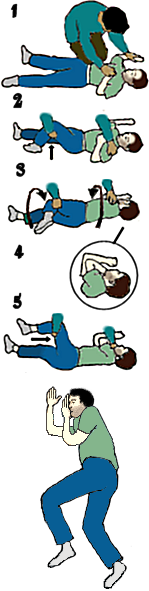
Passos a seguir per aconseguir la posició lateral de seguretat

La posició lateral de seguretat (PLS) és la posició utilitzada en els primers auxilis en la qual s'ha de col·locar un pacient inconscient per mantenir la seva respiració i evitar danys pitjor com broncoaspiració per vòmit o caiguda de la llengua cap enrere.

## Característiques de la posició lateral de seguretat
La posició lateral de seguretat té tota una sèrie de principis bàsics que s'han de respectar. Quan col·loquem una persona en PLS la boca queda mirant cap a baix i això, evita que el vòmit o altres líquids corporals que es puguin drenar pugui provocar una broncoaspiració. La barbeta està inclinada en direcció la part alta del cap de forma que l'epiglotis es manté oberta. Finalment, els braços i les cames queden bloquejats de manera que la postura aconsegueix ser estable.
Si es tracta d'una dona embarassada, i aquesta precisa la PLS la posició serà la mateixa però sobre el costat esquerre per evitar que la vena cava inferior es comprimeixi i el flux de sang es mantingui.

## Passos a seguir
Per aconseguir col·locar una persona en PLS cal seguir tota una sèrie de passos. En primer lloc, s'ha d'agafar el braç de la persona i situar-lo el més a prop possible del cap d'aquesta. Tot seguit, s'agafa la cama del costat contrari de braç flexionat i es flexiona fins a aconseguir formar un angle respecte al cos. Tot seguit s'ha de girar el cos, en direcció contrària a la cama flexionada prèviament, fins que aquest quedi totalment recte. Finalment, es col·loca el dors de la mà sota el cap per recolzar-lo i evitar que aquest entri en contacte amb el terra.